# Qasr Tuba

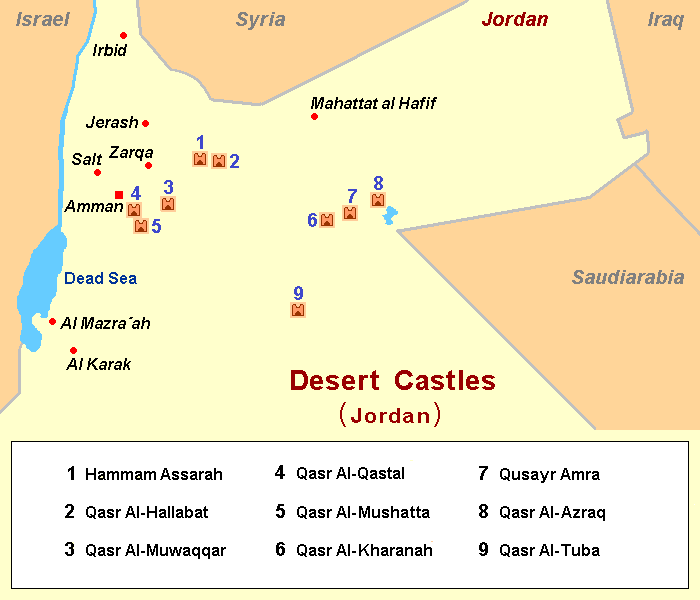
Mapa de los castillos del desierto en Jordania

Qasr Tuba o Qasr al-Tuba es uno de los llamados castillos del desierto que se encuentran al este y al sur de Amán, en Jordania. El Qasr Tuba, en la Gobernación de Amán, a 100 km al sudeste de la capital, en el Wadi Ghadaf, fue redescubierto en 1896 por el explorador y arabista austro-checo Alois Musil, que había descubierto otros castillos en este desierto lleno de fortalezas y palacios abandonados.
El castillo, rectangular, construido con una combinación de bloques de arenisca y ladrillos, está rodeado por un muro de 140 por 72 metros y está dividido en dos cuadrados separados por un pasadizo. El muro está soportado por torres semicirculares, excepto en el lado norte, donde hay dos puertas flanqueadas por dos habitaciones cuadradas. La sección noroeste está casi intacta y hay algunos fragmentos de muro en el oeste. Sólo permanece cubierta por una bóveda de cañón hecha de ladrillos una alargada estancia. Hay también alguna construcción en un río seco cercano.
Como la mayoría de castillos del desierto, fue construido durante el califato omeya de Walid II, en torno a 743-744.